# 罗恩·梅里特
羅納德·勞倫斯·「罗恩·」梅里特（英語：Dr. Ronald Lawrence "Ron" Mallett，1945年3月30日－）是美国康涅狄格大学著名理论物理学家与作家。他从1975年起在康涅狄格大学担任教授，从事时空旅行相关的理论研究，其研究为时空穿梭的可能性奠定了理论基础。他的主要著作有《时光旅人》一书，讲述了其一生为了重新回到在他年幼时去世的父亲身边而进行时空旅行理论研究的故事并且用通俗的语言描述了时空旅行的量子力学基础理论。目前他正在打造世界上第一部理论上最可行的时光机器。

## 早期生活
罗恩·梅里特出身于宾夕法尼亚州布莱尔郡的Roaring Spring小镇。父亲在他10岁时心臟病發不幸去世，这使他一生致力于时光旅行研究。在年幼时，他就试图参照赫伯特·乔治·威尔斯的科幻小說《時間機器》的漫畫版來制造时空机器回到父亲去世之前去拯救他的父亲。他长大后在美国空军服役期间积累了很多基础科学理论，这對他将来从事量子理论研究奠定了基础。随后，罗恩·梅里特分别于1969，1970和1973年在宾夕法尼亚州立大学获得了本科，硕士及博士学位。

## 著作
- 時光旅人(Time Traveler)